# Somalia vid världsmästerskapen i friidrott 2009
Somalia deltog vid Världsmästerskapen i friidrott 2009 i Berlin.

## Deltagare

### Herrar
| Gren   | Namn                |
| 5000 m | Mohamed Ali Mohamed |